# Jerome Dyson
Jerome Clifton Dyson (Rockville, Maryland, 1 de mayo de 1987) es un jugador de baloncesto estadounidense que actualmente está sin equipo. Con 1,91 metros de estatura, juega en la posición de base.

## Intercambio en Segovia
Previo a su paso por la Universidad y NBA estuvo de intercambio en Segovia (España), dónde llegó a jugar en la senior provincial con la Unión Deportiva Segovia. También ha participado en el All Star de la ciudad del acueducto. 

### Universidad
Jugó durante cuatro temporadas con los Huskies de la Universidad de Connecticut, en las que promedió 14,4 puntos, 3,9 rebotes y 2,9 asistencias por partido. En su primera temporada fue incluido por unanimidad en el mejor quinteto de rookies de la Big East Conference tras liderar a su equipo en anotación, con 13,8 puntos por partido. En su última temporada aparció en el tercer mejor quinteto de la conferencia.

### Selección nacional
Participó con la selección de Estados Unidos en los Juegos Panamericanos de 2011 celebrados en Guadalajara (México), en los que lograron la medalla de bronce. Dyson promedió 11,4 puntos por partido, con un máximo de 19 puntos ante Uruguay.

## Tulsa 66ers
Tras no ser elegido en el Draft de la NBA de 2010, realizó la pretemporada con los Oklahoma City Thunder, pero fue descartado antes del comienzo de la competición. Fichó entonces por los Tulsa 66ers, en ese momento equipo afiliado a los Thunder en la NBA D-League, donde en su primera temporada fue el máximo anotador del equipo, promediando 15,5 puntos por partido.

## New Orleans Hornets
Al año siguiente realizó la pretemporada con los New Orleans Hornets, pero fue finalmente descartado, regresando a los 66ers, donde volvió a liderar al equipo en anotación, promediando 17,8 puntos por partido. En el mes de abril firmó finalmente con los Hornets por diez días, con los que disputó nueve partidos en los que promedió 7,4 puntos, 2,1 rebotes y 2,0 asistencias. Tras finalizar contrato con los New Orleans Hornets, sus derechos NBA fueron traspasados a Phoenix Suns.

## Hapoel Holon
En septiembre de 2012, tras no asegurarse un contrato con los Phoenix Suns, fichó por el Hapoel Holon de la liga israelí, en su primera temporada promedió 20,4 puntos y 3,7 asistencias por partido. Fue el máximo anotador de la liga, promediando 20,4 puntos por partido. Su gran capacidad anotadora provocó el interés de equipos como Zalgiris Kaunas o ALBA Berlin.

## Enel Brindisi
En el verano de 2013 hace la Summer League con los Charlotte Bobcats, finalmente en agosto de 2013, tras sonar para equipos como el UNICS Kazan o Brose Baskets, finalmente fichó por el Enel Brindisi de la LEGA.

## Spójnia Stargard
El 25 de diciembre de 2020, firma por el Spójnia Stargard de la Polska Liga Koszykówki. El 21 de enero de 2021, rescinde su contrato con el conjunto polaco tras promediar 5,7 puntos por partido.

## Estadísticas de su carrera en la NBA

### Temporada regular
| Año     | Equipo      | PJ | PT | MPP  | %TC  | %3P  | %TL  | RPP | APP | ROB | TPP | PPP |
| ------- | ----------- | -- | -- | ---- | ---- | ---- | ---- | --- | --- | --- | --- | --- |
| 2011–12 | New Orleans | 9  | 1  | 20.0 | .396 | .125 | .778 | 2.1 | 2.0 | 1.2 | 0.2 | 7.4 |
| Total   |             | 9  | 1  | 20.0 | .396 | .125 | .778 | 2.1 | 2.0 | 1.2 | 0.2 | 7.4 |